# NGC 3632
NGC 3632 (NGC 3626) je spiralna galaktika u zviježđu Lavu. Naknadno je utvrđeno da je NGC 3626 ista galaktika.

## Vanjske poveznice
- (eng.) SEDS: NGC 3632
- (eng.) Revidirani Novi opći katalog
- (eng.) Izvangalaktička baza podataka NASA-e i IPAC-a
- (eng.) Astronomska baza podataka SIMBAD
- (eng.) VizieR